# Шалта (Гавриловский айылный аймак)
Шалта (кирг. Шалта) — село в Сокулукском районе Чуйской области Кыргызстана. Входит в состав Гавриловского айылного аймака.

## География
Село расположено в центральной части области, на расстоянии приблизительно 1 километра (по прямой) к юго-востоку от села Сокулук, административного центра района. Абсолютная высота — 770 метров над уровнем моря.

## Население
Согласно оценочным данным Национального статистического комитета Кыргызской Республики, численность населения села на начало 2023 года составляла 1670 человек.
| год     | 2009 | 2014 | 2015 | 2020 | 2021 | 2023 |
| ------- | ---- | ---- | ---- | ---- | ---- | ---- |
| человек | 1302 | 1582 | 1558 | 1519 | 1638 | 1670 |